# Momentum (Chartanalyse)
Das Momentum (englisch Wucht, Schwung, Impuls) ist in der technischen Analyse ein Ausdruck für einen Indikator, der die Schwungkraft eines Börsentrends misst und anzeigt. 
Das Momentum wird insbesondere bei Finanzinstrumenten mit hoher Volatilität als Trendfolge-Indikator benutzt (etwa bei Aktien) und ist eine der wichtigsten Kapitalmarktanomalien. In der Statistik wird es als Zeitreihe eingeordnet, die mit Hilfe einer Zeitreihenanalyse untersucht werden kann. Die Zeitreihe des Momentums kann 10, 20, 30 oder mehr Börsentage umfassen.

## Mathematische Darstellung
Als noch kurzfristig gilt ein Momentum, wenn seine Zeitreihe maximal 20 Tage umfasst. Bei einem 20-Tage-Momentum wird fortlaufend die Differenz aus dem aktuellen Börsenkurs und dem Kurs vor 20 Börsentagen ermittelt. Ein Momentum wird als positiver oder negativer Wert in einem Oszillogramm dargestellt. Bei einem positiven Wert liegt der aktuelle Börsenkurs {\displaystyle p_{t}} über dem historischen Kurs {\displaystyle p_{t-q}} vor {\displaystyle n} Tagen, beim negativen Momentum darunter. Ist das Momentum positiv, so ist der aktuelle Börsenkurs {\displaystyle p_{t}} höher als der historische Kurs {\displaystyle p_{t-q}}:
{\displaystyle p_{t}>p_{t-q}},
so dass von einem Aufwärtstrend ausgegangen werden kann. Das gilt auch umgekehrt für den Abwärtstrend. 
Da das Momentum lediglich die Kurse zweier Zeitpunkte betrachtet ({\displaystyle t,t-q}) erfolgt keine Glättung der Zeitreihe mit der Folge, dass sich extreme Kursausschläge auch im Momentum widerspiegeln und eine Deutung erschweren.
Der technische Indikator des „Momentum“ ({\displaystyle MOM}) stellt die absolute Preisdifferenz zwischen zwei Zeitpunkten {\displaystyle t} dar und entspricht somit dem Differenzenquotienten, multipliziert mit dem konstanten Faktor {\displaystyle n}. Der Indikator soll Aufschluss über die Stärke oder Schwäche des Börsentrends geben und wird nach folgender Formel berechnet:
{\displaystyle {\text{MOM}}(t):={\text{Kurs}}(t)-{\text{Kurs}}(t-n)}.
Je größer der Zeitraum gewählt wird, umso sicherer sind die Trendaussagen.
Im Gegensatz zu einem Oszillator beruht das Momentum nicht auf zwei gleitenden Durchschnitten – deren Abstand berechnet wird –, sondern direkt auf den Börsenkursen.

## Signale
Ein Signal für eine Kaufentscheidung ist vorhanden, wenn die Mittenlinie des Oszillogramms von unten nach oben durchschnitten wird. Verkaufsentscheidung, Glattstellung oder Leerverkauf werden angezeigt, wenn die Mittenlinie von oben nach unten durchbrochen wird. Da das Momentum die Geschwindigkeit von Kursanstiegen (Kursrückgängen) der zugrunde liegenden Zeitreihe misst, beträgt der Wert des Momentum-Indikators „Null“, wenn ein lokales Maximum/Minimum erreicht ist und eine Trendumkehr signalisiert.
Der Maximum Drawdown (deutsch „maximaler Wertverlust“) ist definiert als der größte Kursverlust von Höchstkurs zu Tiefstkurs innerhalb einer Zeitreihe. Der maximale Drawdown erfasst das schlechteste mögliche Performance-Szenario, das ein Anleger erlebt, der sich in einer bestimmten Anlagestrategie bewegt.

## Extremwerte
„Überkauft“ (englisch overbought) und „überverkauft“ (englisch oversold) sind die Extremwerte des Momentums. Überkauft ist ein Finanzmarkt stets dann, wenn die Liquidität überwiegend in einem bestimmten Finanzinstrument (etwa Aktien) oder einem Teilmarkt (Aktienmarkt) angelegt ist und die Anleger statt ihrer Aktien wieder Liquidität bevorzugen würden. Von überverkauft wird gesprochen, wenn durch den Verkauf von Aktien (auch durch Leerverkauf) Liquidität im Übermaß vorhanden ist und die Anleger lieber Aktien halten würden. Der überkaufte Zustand kann das Ergebnis eines Nachfrageüberhangs oder einer Angebotslücke sein, der Kursgewinne nach sich zieht (Gewinnmitnahme). Umgekehrt ist ein überverkaufter Markt einer mit Nachfragelücken oder Angebotsüberhang, was zu Kursverlusten beitragen kann.
Überkauft sind Effekten, deren Börsenkurse sich im oberen Wertebereich des Oszillators befinden, überverkauft im unteren Wertebereich. Bei beiden nehmen die Amplituden technisch ein Extrem ein. Zu bedenken ist hierbei, dass es sich bei historischen Extremwerten nicht um empirisch bedeutsame Größen handelt, so dass tatsächlich keine „überkauft- oder überverkauft“-Situation vorliegen muss und nicht unbedingt mit einer sofortigen Marktreaktion gerechnet werden kann. Beide Größen sind deshalb keine eindeutigen Kauf- oder Verkaufssignale.
Folgende Ereignisse werden durch das Momentum signalisiert:
- ein bestehender Aufwärtstrend beschleunigt sich: Momentum positiv und steigend,
- ein bestehender Aufwärtstrend wird gebremst: Momentum positiv und fallend,
- ein bestehender Abwärtstrend beschleunigt sich: Momentum negativ und fallend,
- ein bestehender Abwärtstrend wird gebremst: Momentum negativ und steigend.

## Ausprägungen
Das Momentum spielt eine Rolle bei der Rate-of-Change und dem Relative Strength Index.

### Rate-of-Change
Der Rate-of-Change-Indikator (ROC) ist praktisch identisch zum Momentum-Indikator, nur werden hier relative Preisdifferenzen verwendet.
Die Formel stellt den aktuellen Börsenkurs {\displaystyle p_{t}} dem Börsenkurs vor einer bestimmten Anzahl von früheren Börsentagen {\displaystyle p_{t-q}} gegenüber:
{\displaystyle ROC={\frac {p_{t}}{p_{t-q}}}\cdot 100}. :
Bei der ROC entstehen – anders als beim Momentum – keine negativen Werte, weil das Ergebnis mit 100 multipliziert wird. Die 100-Linie wird zur Mittenlinie. Ist der aktuelle Kurs höher als beispielsweise vor 10 Tagen (steigende Kurse), liegt der ROC über 100, umgekehrt darunter.

### Relative Strength Index
Das Momentum ist auch die Grundlage für den Relative Strength Index (RSI). Der Index zeigt beispielsweise an, wenn ein Wertpapier „überkauft“ (bei einem Oszillator von 70 % oder höher) oder „überverkauft“ (bei 30 % oder niedriger) ist.
{\displaystyle {\text{ROC}}:={\frac {{\text{Kurs}}(t)}{{\text{Kurs}}(t-n)}}\cdot 100}
Für Darstellungen, bei denen das Momentum oder der ROC um den Nullpunkt schwanken, wird der ROC folgendermaßen definiert:
{\displaystyle {\text{ROC}}:={\frac {{\text{Kurs}}(t)-{\text{Kurs}}(t-n)}{{\text{Kurs}}(t-n)}}\cdot 100}.
Dabei wird die Differenz aus aktuellem Schlusskurs und dem Schlusskurs vor {\displaystyle n} Tagen in Relation zum Schlusskurs vor {\displaystyle n} Tagen gesetzt und der Quotient ggf. mit 100 multipliziert, um eine relative Änderung in % zum Schlusskurs vor {\displaystyle n} Tagen zu erhalten. Es ist auch üblich, die Multiplikation mit 100 wegzulassen. In beiden Fällen schwankt der Wert um {\displaystyle 0}. Das Durchkreuzen dieser Achse führt bei ansteigender Kurve zu Kauf- und bei absteigender Kurve zu Verkaufssignalen.

## Momentumfaktor
In der Kapitalmarkttheorie ist der Momentum-Faktor eine der bekanntesten Kapitalmarktanomalien. In Studien wurde beobachtet, dass Wertpapiere, die in den letzten Monaten gestiegen sind, dies tendenziell noch ein paar Monate weiter tun. Je nachdem, welcher vergangene Zeitraum als Referenz genommen wurde und wie lange die Wertpapiere danach gehalten wurden, wurde ein unterschiedlich starker Effekt beobachtet. Das Gleiche gilt im umgekehrten Sinne für Wertpapiere, die zuletzt im Wert gefallen sind. Einen Erklärungsansatz liefert der sogenannte Post-Earnings-Announcement-Drift, der vermutet, dass Anleger nach der Veröffentlichung besser als erwarteter Gewinnzahlen den höheren Unternehmenswert zunächst unvollständig einpreisen. Erst verzögert steigt der Aktienkurs nach und nach weiter an, bis der wahre höhere Wert erst nach ein paar Monaten erreicht wird.
Da hiermit vergangene Kursinformationen Aufschluss über zukünftige Entwicklungen geben und sich daraus eine profitable Strategie generieren lässt, steht der Momentum-Faktor im Widerspruch zur schwachen Markteffizienz. Als durch ein außergewöhnliches Risiko begründeter Erklärungsversuch gelten sogenannte Momentum-Crashes, die meist in Erholungsphasen nach Finanzmarkt-Crashs auftauchen. Alternativ stammen die meisten Erklärungsansätze für den Momentum-Faktor aus der Verhaltensforschung.
Mark Carhart erweiterte das Fama-French-Drei-Faktoren-Modell um den Momentum-Faktor, wodurch sein Modell als das Carhart-Vierfaktorenmodell bekannt wurde.

## Wirtschaftliche Aspekte
Im Gegensatz zum Winner-Loser-Effekt stehen bei der Betrachtung des Momentum-Effektes die kurzfristigen Trends im Fokus. Basierend auf der Grundlage vom jeweiligen Kursverlauf des letzten Jahres können Prognosen für die Zukunft entwickelt werden. Dabei liegt die Konzentration auf den möglichen Verläufen der Aktien in den nächsten 3–12 Monaten. Beobachtet wurde, dass sich vor allem Aktien, die sich durch hohe Aktienrenditen im letzten halben Jahr ausgezeichnet haben, in den darauffolgenden Monaten ähnlich verhalten und ebenfalls weiter höhere Renditen erzielen. 